# Franz Jakob Clemens
Pour les articles homonymes, voir Clemens.
Jakob Franz Friedrich Clemens (né le 4 octobre 1815 à Coblence, mort le 24 février 1862 à Rome) est un philosophe allemand.

## Biographie
Formé dans le collège des Jésuites à Fribourg, il enseigne en 1843 à Bonn puis est professeur de philosophie en 1856 à Münster. Dans ses écrits, il subordonne la philosophie à la révélation et défend l'autorité de l'enseignement de l'Église, en particulier dans Giordano Bruno und Nikolaus von Kues. Il est aussi un opposant à Anton Günther et à Johannes von Kuhn.
Du 18 mai 1848 au 1er mai 1849, il est député de la 23e circonscription de Rhénanie à Linnich au Parlement de Francfort.